# Meudon (eau minérale)
Pour les articles homonymes, voir Meudon (homonymie).
Meudon était la marque d'une eau minérale belge ainsi que ses spécialités : orange, citron, tona, tonic, bitter lemon... Elle a été déposée le 12 mars 1931 et a aujourd'hui disparu. Elle a réalisé des publicités avec Walt Disney,.
Son siège était au 146 Chaussée de Vilvorde, à Bruxelles en Belgique, qui fait un angle droit avec la rue de Meudon. Elle doit son nom au domaine de Meudon  qui était un ancien domaine, une seigneurie de l'Ancien Régime située  dans le quartier de Neder-Over-Heembeek et qui se trouve à quelques mètres du siège de la société. 